# فلاستيميل برودسكي
فلاستيميل برودسكي (بالتشيكية: Vlastimil Brodský)‏ هو كاتب سيناريو وممثل تشيكي، ولد في 15 ديسمبر 1920 في التشيك، وتوفي بنفس المكان في 20 أبريل 2002. بدأ مشواره المهني سنة 1944، ومن الجوائز التي نالها ميدالية الاستحقاق التشيكية ‏ والجائزة الوطنية لجمهورية ألمانيا الديمقراطية.

## أعمال

### أفلام
- (1966) قطارات مراقبة عن قرب

## جوائز
- ميدالية الاستحقاق التشيكية [الإنجليزية]‏
- الجائزة الوطنية لجمهورية ألمانيا الديمقراطية

## وصلات خارجية
- فلاستيميل برودسكي على موقع IMDb (الإنجليزية)
- فلاستيميل برودسكي على موقع ألو سيني (الفرنسية)
- فلاستيميل برودسكي على موقع ميوزك برينز (الإنجليزية)
- فلاستيميل برودسكي على موقع أول موفي (الإنجليزية)
- فلاستيميل برودسكي على موقع قاعدة بيانات الأفلام السويدية (السويدية)
- فلاستيميل برودسكي على موقع قاعدة بيانات الفيلم (الإنجليزية)
- فلاستيميل برودسكي على موقع كينوبويسك (الروسية)